# Bernard Lacombe
Bernard Lacombe (Lyon, 1952. augusztus 15. – 2025. június 17.) Európa-bajnok francia labdarúgó, csatár, majd edző.

## Pályafutása

### Klubcsapatban
1960-ban a CS Fontaines csapatában kezdte a labdarúgást.  1969-ben szerződött az Olympique Lyonnais együtteséhez, ahol kilenc idényen át szerepelt. 1973-ban tagja volt a francia kupagyőztes csapatnak. Az 1978–79-es idényben a Saint-Étienne labdarúgója volt. 1979-ben a Bordeaux csapatához szerződött, ahol három bajnoki címet és egy francia kupa győzelmet szerzett az együttessel. 1987-ben vonult vissza az aktív labdarúgástól.

### A válogatottban
1973 és 1984 között 38 alkalommal szerepelt a francia válogatottban és 12 gólt szerzett. Először 1978-ban Argentínában szerepelt világbajnokságon. Négy évvel később a spanyolországi világbajnokságon a negyedik helyezett csapat tagja volt. 1984-ben a hazai rendezésű Európa-bajnokságon aranyérmes lett a válogatottal.

### Edzőként
1996 és 2000 között az Olympique Lyonnais vezetőedzője volt.

## Sikerei, díjai
Franciaország
- Európa-bajnokság
  - aranyérmes: 1984, Franciaország
- Világbajnokság
  - 4.: 1982, Spanyolország

 Olympique Lyonnais
- Francia kupa (Coupe de France)
  - győztes: 1973
- Francia szuperkupa (Trophée des champions)
  - győztes: 1973

 Bordeaux
- Francia bajnokság
  - bajnok: 1983–84, 1984–85, 1986–87
- Francia kupa (Coupe de France)
  - győztes: 1987
- Francia szuperkupa (Trophée des champions)
  - győztes: 1987